# Walentina Wadimowna Popowa
Walentina Wadimowna Popowa (russisch Валентина Вадимовна Попова, wiss. Transliteration Valentina Vadimovna Popova; * 25. September 1972 in Bratsk/Sibirien) ist eine ehemalige russische Gewichtheberin.

## Werdegang
Walentina begann bereits als Mädchen mit dem Turnen und wechselte dann zur Sportakrobatik über. In beiden Sportarten brachte sie es aber zu keinen herausragenden Erfolgen. Nach dem Abitur studierte sie am Moskauer Institut für Körperkultur und Sport. Nachdem sie den ehemaligen Gewichtheber Sergei Popow geheiratet hatte, begann die 1,64 m große, mittlerweile in Woronesch wohnende Sportlerin, ebenfalls mit dem Gewichtheben. Ihr Ehemann wurde auch ihr Trainer. 1997 wurde sie in die russische Nationalmannschaft aufgenommen und ab 1998 gewann sie bei fast allen internationalen Großveranstaltungen Medaillen. Bei der Europameisterschaft 2006 im polnischen Władiławowo, bei der Walentina ursprünglich auf dem zweiten Platz gelandet war, wurde sie allerdings des Dopings überführt. Sie wurde disqualifiziert und vom Internationalen Gewichtheber-Verband IWF für zwei Jahre vom internationalen Wettkampfsport ausgeschlossen. Die zweijährige Sperre für Walentina Popowa wäre am 4. Mai 2008 abgelaufen gewesen. Kurz vorher wurde sie jedoch bei einer Trainingskontrolle erneut positiv getestet. Aus diesem Grunde hat sie der internationale Gewichtheberverband nunmehr lebenslang gesperrt.

### Internationale Erfolge/Mehrkampf
(OS = Olympische Spiele, WM = Weltmeisterschaft, EM = Europameisterschaft)
- 1997, 10. Platz, WM in Chiangmai/Thailand, bis 59 kg, mit 177,5 kg, Siegerin: Patmawati, Indonesien, 212,5 kg vor K. Suta, Thailand, 210 kg;
- 1998, 2. Platz, EM in Riesa, bis 63 kg, mit 202,5 kg, hinter Gergana Kirilowa, Bulgarien, 207,5 kg und vor Josefa Perez, Spanien, 190 kg;
- 1998, 3. Platz, WM in Lahti, bis 63 kg, hinter Chen Jui-Lien, Taiwan, 225 kg und Shi Lihua, China, 225 kg;
- 1999, 1. Platz, EM in A Coruña, bis 63 kg, vor Ioanna Chatzioannou, Griechenland, 210 kg und Kirilowa, 205 kg;
- 1999, 3. Platz, WM in Athen, bis 63 kg, mit 232,5 kg, hinter Chen Jui-Lien, 240 kg und Meivin Xiong, China, 237,5 kg;
- 2000, 1. Platz, EM in Sofia, bis 63 kg, vor Perez, 190 kg und Veronika Burunowa, CSSR, 182,5 kg;
- 2000, Silbermedaille, OS in Sydney, bis 63 kg, mit 235 kg, hinter Xiaomin Chen, China, 242,5 kg und vor Chatzioannou, 222,5 kg;
- 2001, 1. Platz, EM in Trencin, bis 63 kg, mit  230 kg, vor Dominika Misterska, Polen, 227,5 kg und Natalya Skakun, Ukraine, 225 kg;
- 2001, 1. Platz, WM in Antalya, bis 69 kg, mit 257,5 kg, vor Swetlana Habirowa, Russland, 250 kg und Eszter Krutzler, Ungarn, 240 kg;
- 2002, 1. Platz, EM in Antalya, bis 69 kg, mit 252,5 kg, vor Habirowa, 247,5 kg und Maria Tatsi, Griechenland, 212,5 kg;
- 2002, 2. Platz, WM in Warschau, bis 69 kg, mit 257,5 kg, hinter Pawina Thongsuk, Thailand, 260 kg und vor Nahla Ramadan, Ägypten, 245 kg;
- 2003, 1. Platz, EM in Loutraki, bis 69 kg, mit 245 kg, vor Milena Trendafilowa, Bulgarien, 237,5 kg und Zarema Kasajewa, Russland, 235 kg;
- 2003, 3. Platz, WM in Vancouver, bis 69 kg, mit 257,5 kg, hinter Liu Chunhong, China, 270 kg, und Krutzler, 262,5 kg;
- 2004, Bronzemedaille, OS in Athen, bis 75 kg, mit 265 kg, hinter Thongsuk, 272,5 kg und Natalja Zabolotnaja, Russland, 272,5 kg;
- 2005, 2. Platz, EM in Sofia, bis 75 kg, mit 260 kg, hinter Swetlana Podobedowa, Russland, 262,5 kg und vor Rumiana Petkowa, Bulgarien, 235 kg;
- 2006, 2. Platz, EM in Władisławowo/Polen, bis 75 kg, mit 272 kg, hinter Zabolotnaja, 278 kg und vor Chripsime Kurschudjan, Armenien, 264 kg; nachträglich wegen Dopings disqualifiziert!

### Medaillen Einzeldisziplinen
(bei Olympischen Spielen werden keine WM-Medaillen mehr vergeben)
- WM-Goldmedaillen: 2001, Reißen, 115 kg – 2001, Stoßen, 142,5 kg – 2002, Reißen, 115 kg
- WM-Silbermedaillen: 1998, Reißen, 100 kg – 1999, Reißen, 105 - 2002, Stoßen, 142,5 kg – 2003, Reißen, 117,5 kg
- WM-Bronzemedaille: 2003, Stoßen, 140 kg
- EM-Goldmedaillen: 1998, Stoßen, 115 kg – 1999, Reißen, 95 kg – 2000, Reißen, 102,5 kg – 2000, Stoßen, 125 kg – 2001, Reißen, 105 kg – 2002, Reißen, 112,5 kg – 2002, Stoßen, 140 kg – 2003, Reißen, 110 kg – 2003, Stoßen, 135 kg – 2005, Reißen, 117,5 kg
- EM-Silbermedaillen: 1998, Reißen, 97,5 kg – 1999, Stoßen, 117,5 kg – 2005, Stoßen, 142,5 kg – 2006, Reißen, 122 kg – 2006, Stoßen, 150 kg
- EM-Bronzemedaille: 2001, Stoßen, 125 kg